# 尼古拉·桑索內
尼古拉·桑索內（義大利語：Nicola Sansone；1991年9月10日—）是一位意大利足球運動員，在場上的位置是前鋒。他曾代表意大利各級青年國家足球隊參加賽事.。

## 國家隊生涯
2015年6月16日，尼古拉在1-0負於葡萄牙的友誼賽中在第68分鐘換下艾尔·沙拉维後代表意大利國家足球隊首次亮相。

## 外部連結
- Soccerway資料庫：尼古拉·桑索內